# ماهک چاهال
ماهک چاهال (به انگلیسی: Mahek Chahal) (زاده ۱ فوریه ۱۹۷۹) بازیگر، مدل نروژی با اصالتی هندی است.
از فیلم‌هایی که وی در آن نقش داشته است می‌توان به من و خانم خانا اشاره کرد.